# Юзес, Эмманюэль I де Крюссоль
Эмманюэль I де Крюссоль (фр. Emmanuel I de Crussol; 21 июля 1581, Париж — 19 июля 1657, Флорансак), герцог д'Юзес — французский придворный, первый светский пэр Франции.

## Биография
Сын Жака II де Крюссоля, герцога д'Юзеса, и Франсуазы де Клермон.
Принц де Суайон, граф де Крюссоль, барон де Леви, де Флорансак, и прочее.
Родился в Париже в особняке Юзесов на улице Монмартр.
В молодости присоединился к Генриху IV и «помог ему завоевать его королевство».
Был эмансипирован грамотой, представленной в Тулузском парламенте 18 апреля 1600. Женившись в следующем году, герцог с супругой уехал в Юзес, где начал судебную тяжбу с местным епископом, принявшим в 1600 году титул графа д'Юзеса и претендовавшим на сеньориальную власть над герцогами Юзеса. Епископ утверждал, что титул перешел к его кафедре после отлучения от церкви графа Тулузского в 1207—1208 годах, но Парижский парламент после длительного разбирательства в 1656 году встал на сторону герцога.
Был номинирован в рыцари орденов короля Марией Медичи в феврале 1611; орден Святого Духа получил 31 декабря 1619.
В 1613 году регентша поручила Юзесу усмирить волнения в Ниме, начавшиеся после назначения советником городского президиума сеньора де Ферьера, протестанта, открыто вставшего на сторону двора и за это в 1612-м отстраненного от должности генеральным синодом реформатских церквей в Прива. В качестве компенсации королевский двор назначил Ферьера рекетмейстером, что и привело к возмущению.
Поддержал правительство в период гражданских конфликтов 1610-х годов. 10 октября 1615 был определен в свиту, сопровождавшую до испанской границы принцессу Элизабет, невесту инфанта Филиппа, и в том же году был назначен почетным рыцарем прибывшей из Испании королевы Анны Австрийской. 
В гражданских войнах герцог не принимал активного участия, в основном стараясь обезопасить свои владения; так он приказал укрепить замок Эмарг, которому угрожали кальвинисты. Мятежники начали военные действия, но сняли осаду после издания Блуаского эдикта 14 марта 1616.
Вместе с герцогами Монпансье, Монбазоном, Рецем, Эперноном и еще несколькими встал в оппозицию к канцлеру Силлери, пытавшемуся ограничить права пэров в парламентах.
14 августа 1616 стал капитаном двухсот тяжеловооруженных всадников. Покинул Париж и королевский двор в 1620-м, вскоре после убийства маршала д'Анкра, в 1624 году с супругой снова приехал в столицу на свадьбу сына и в следующем году участвовал в церемонии бракосочетания Карла I Английского с принцессой Генриеттой.
10 июля 1629 в Юзес прибыл Людовик XIII, проводивший военную кампанию в Лангедоке, и на следующий день издал в этом городе эдикт об умиротворении.
После разгрома мятежных отрядов герцога Монморанси в бою при Кастельнодари патентом, данным в Монпелье 28 декабря 1628, король в благодарность за службу передал герцогу д'Юзесу все владения, конфискованные у мятежного сенешаля Перо. После казни Монморанси Юзес стал дуайеном пэров и принял титулы первого герцога и пэра Франции.
8 февраля 1642 герцог получил королевский приказ отправиться со своей ротой в Нарбон, где поступил под командование маршала Ламейере, формировавшего вторую армию для участия в осаде Перпиньяна. После взятия города отправился ко двору в Париж. 20 апреля 1643 присутствовал у ложа умиравшего короля, отдавшего распоряжения об учреждении регентства, а 22 июня на церемонии погребения в Сен-Дени нес королевскую корону. Как дуайен пэров, он шел сразу за принцем Конде.
На следующий день после смерти Людовика XIII участвовал в проведенном Анной Австрийской от имени Людовика XIV lit de justice. Ни герцог, ни его сын не принимали участия во Фронде, неизменно оставаясь на стороне двора. Юзес участвовал в разбирательстве претензий сына герцога де Ларошфуко принца де Марсийяка, желавшего получить придворные почести для себя и право табурета для своей жены. Несмотря на поддержку со стороны Конде требования принца были отклонены как необоснованные.
7 сентября 1651 герцог д'Юзес находился в составе торжественной кавалькады, сопровождавшей Людовика XIV по пути из Лувра в парламент, где юный король провозгласил окончание периода регентства.
Умер 19 июля 1657 во Флорансаке, в монастыре, куда удалился, передав должность почетного рыцаря Анны Австрийской своему сыну.

## Семья
1-я жена (контракт 28.06.1601): Клод д'Эбрар (ум. ранее 1632), дама де Сен-Сюльпис, единственная дочь Бертрана д'Эбрара, сеньора де Сен-Сюльписа, сенешаля Руэрга и Керси, и Маргерит де Балагье де Монсалес, дамы де Монлюк
Дети:
- Франсуа (1604—14.07.1680), герцог д'Юзес. Жена 1) (1625, развод): Луиза-Генриетта де Лашатр, дама де Мезонфор, дочь Луи де Лашатра, барона де Мезонфора, маршала Франции, и Элизабет д'Этамп; 2) (1636): Мари д'Апшье (1617—1708), дочь графа Кристофа д'Апшье и Маргерит де Флагеак
- Жак (ум. 07.1680), маркиз де Сен-Сюльпис. Жнна (1637): Луиза д'Амбуаз, дочь Франсуа д'Амбуаза, графа д'Обижу, полковника лангедокских легионеров, и Франсуазы де Леви. От него идет линия маркизов де Сен-Сюльпис
- Луи (1610—8.10.1674), аббат Фижака и Конка. Покинул духовное сословие и принял титул маркиза де Крюссоля. Жена (после 1654): Шарлотта де Верну (1609—28.01.1699), дочь Луи де Верну, сеньора де Ла-Ривьер-Боннёй, и Луизы де Маран, вдова Франсуа Фюме, сеньора де Рош-Сен-Кантен
- Александр-Гальо де Крюссоль-де-Балагье (ум. 1680), сеньор де Ла-Бросс в Сентонже, маркиз де Монсалес. Жена (6.04.1647): Роза д'Эскар (ок. 1625—22.02.1696), дама де Кобон, Талеан, Сен-Жеро и Кастельно, дочь Жака д'Эскара, маркиза де Мервиля, и Мадлен де Бурбон-Малоз. Основатель линии маркизов де Монсалес
- Анн-Гастон (ум. 1640), барон де Флорансак. Убит мушкетной пулей при осаде Турина
- Луиза (ум. 19.04.1695). Муж 1) (контракт 24.03.1627): Антуан-Эркюль де Бюдо (ум. 1629), маркиз де Пор; 2) (14.09.1634): Шарль де Рувруа (ум. 1690), маркиз де Сен-Симон

2-я жена (контракт 24.02.1632): Маргерит де  Флагеак, дочь Пьера, сеньора де Флагеака, и Маргерит де Ростен, вдова Кристофа д'Апшье
Сын:
- Арман (ум. 1693), граф д'Юзес, маркиз де Кюизьё. Был убит собственным слугой у Остальрика, когда направлялся в Каталонию. Жена: Изабо де Верак де Полен, дама де Кюизьё, дочь Жана де Верака, сеньора де Полена, и Изабели де Сен-Жиль, вдова Огюстена де Форбена, маркиза де Солье. Третьим браком вышла за Никола-Огюста де Лабома, маркиза де Монревеля